# NGC 1417
NGC 1417 是南天波江座的一個棒旋星系。它在哈伯序列中被歸為SBb。据估计，它距离银河系1.82亿光年，直径约为125,000光年。NGC 1417與星系NGC 1418、NGC 1424、IC 344、IC 347位于天球的同一区域。该星系於1785年10月5日由威廉·赫歇爾所发现。